# Mohamed Husain
Mohamed Husain Bahzad (31 de julho de 1980) é um futebolista profissional bareinita que atua como defensor.

## Carreira
Mohamed Husain representou a Seleção Bareinita de Futebol na Copa da Ásia de 2015.